# 弾突 DANTOTSU
『弾突 DANTOTSU』（だんとつ、原題：Pistol Whipped）は、2008年のアメリカ合衆国のアクション映画。アメリカではDVD発売のみだが、日本では「スティーヴン・セガール芸能生活20周年記念作」として劇場公開された。

## ストーリー
コネティカット州ブリッジポート。マットことマシュー・コナーは地元警察の刑事だったが、酒とギャンブルに溺れ、娘ベッキーの教育資金にまで手を出して家庭を崩壊させた挙げ句、警察の証拠品保管庫から押収した麻薬組織の売上金を横領した相棒の罪を着せられて懲戒免職となっていた。教会に通い、己の罪深さを顔なじみのマロニー神父に懺悔するも、職も家庭も失い、生きる目的すら見いだせず流されるままに自堕落な日々を送るマット。ある晩、いつもの如くギャンブルで多額の借金を作ったマットは、カジノの駐車場で債権者と話しをしている最中に謎の男ブルーとその手下の襲撃を受ける。ブルーに連れられるまま廃劇場に向かったマットは、そこで素性不明の老人と対面。老人はマットがかつて特殊部隊の暗殺チームに所属した伝説の暗殺者である過去を知っており、彼に法で裁けぬ犯罪者の暗殺の仕事を持ちかける。老人はマットの総額100万ドルを超す借金の借用書を入手しており、渋々ながら老人の依頼を引き受け、まずは北朝鮮の工作員と組んで偽ドル札製造で荒稼ぎするイタリアン・マフィアのブルーノと、その取引相手であるチャイニーズ・マフィアのリンを首尾よく抹殺する。だが、3人目の標的は別れた妻の再婚相手であり、娘の新しい父親で、マットのかつての同僚で親友でもあるスティーヴだった。スティーブが、息を引き取る直前にマットが聞く。「土葬がいいか？火葬がいいか？」と。スティーブが答える。「土葬がいい。」と。マットは、スティーブの遺体を車の中に放り込んで、流れ出して来るガソリンに、弾を撃つ。炎上する車に向かって、「火葬だ。この糞野郎！」と叫んで、銃撃戦が終わる。

## キャスト
※括弧内は日本語吹き替え
- マシュー・“マット”・コナー - スティーヴン・セガール（大塚明夫）

地元警察の元刑事。卓越した戦闘能力を持つ男。
- 老人 - ランス・ヘンリクセン（小川真司）

マットの借金を肩代わりする代わりに、仕事を依頼する男。
- ブルー - ポール・カルデロン（佐藤正治）

老人の部下。マットと老人を引き合わせた男。監視役でもある。
- ドレア - レネイ・エリース・ゴールズベリイ（沢海陽子）

マットが見初めた美女。実は老人の仲間。
- リズ - ブランチャード・ライアン（加納千秋）

マットの元妻。
- ベッキー - リディア・ジョーダン（仙台エリ）

マットとリズの娘。
- ジョー・マロニー神父 - バーニー・マキナニー（をはり万造）

マットの顔なじみ。後にスティーブに殺害される。
- スティーヴ・シャクター警部補 - マーク・エリオット・ウィルソン（内田直哉）

マットの元同僚。リズの現夫。実はマットを嵌めて破滅させた男。
- ティム・ウィーラー刑事 - ワス・スティーヴンス

　マットの元同僚。マットを敵視している男。
- ブルーノ - アーサー・J・ナスカレッラ（田口昂）

イタリアン・マフィアのボス。
- リン - リー・ウォン

チャイニーズ・マフィアのボス。

## スタッフ
- 監督：ロエル・レイネ
- 脚本：J・D・ザイク
- 撮影監督：リチャード・クルード